# Panamerikameisterschaft 2001 (Badminton)
Die Panamerikameisterschaft 2001 im Badminton fand vom 22. bis zum 28. Oktober 2001 in Peru statt.

## Medaillengewinner
| Disziplin    | Gold | Silber | Bronze                                                                                                |
| ------------ | --- | --- | --- |
| Herreneinzel | Kevin Han | Stephan Wojcikiewicz | Howard Bach                                                                                           |
| Herreneinzel | Kevin Han | Stephan Wojcikiewicz | Pedro Yang                                                                                            |
| Dameneinzel  | Meiluawati | Cindy Shi | Charmaine Reid                                                                                        |
| Dameneinzel  | Meiluawati | Cindy Shi | Jody Patrick                                                                                          |
| Herrendoppel | Howard Bach Kevin Han                                                                                             | Keith Chan William Milroy | Mario Carulla José Antonio Iturriaga                                                                  |
| Herrendoppel | Howard Bach Kevin Han                                                                                             | Keith Chan William Milroy | Guilherme Kumasaka Guilherme Pardo                                                                    |
| Damendoppel  | Milaine Cloutier Helen Nichol                                                                                     | Jody Patrick Charmaine Reid | Cecilia Jimeno Valeria Rivero                                                                         |
| Damendoppel  | Milaine Cloutier Helen Nichol                                                                                     | Jody Patrick Charmaine Reid | Cristina Aicardi Claudia Rivero                                                                       |
| Mixed        | Keith Chan Milaine Cloutier                                                                                       | Khankham Malaythong Elie Wu | William Milroy Helen Nichol                                                                           |
| Mixed        | Keith Chan Milaine Cloutier                                                                                       | Khankham Malaythong Elie Wu | Mike Beres Kara Solmundson                                                                            |
| Mannschaft   | Vereinigte Staaten Howard Bach Trisna Gunadi Kevin Han Khankham Malaythong Meiluawati Cindy Shi Janis Tan Elie Wu | Kanada Mike Beres Jonathan Bolduc Keith Chan William Milroy Stephan Wojcikiewicz Milaine Cloutier Cindy Shi Janis Tan Elie Wu Mike Beres Jonathan Bolduc Keith Chan Helen Nichol Jody Patrick Charmaine Reid Patrice Ritchie Kara Solmundson | Guatemala Erick Anguiano José Juan Barragán Pedro Yang Magda Arreaga Antonieta Castro Anelissa Micheo |

## Teams

### Gruppenphase

#### Gruppe A
| Team      | Pld | W | L | MF | MA | MD  | Pts |
| --------- | --- | - | - | -- | -- | --- | --- |
| Kanada    | 2   | 2 | 0 | 10 | 0  | +10 | 2   |
| Guatemala | 2   | 1 | 1 | 3  | 7  | −4  | 1   |
| Brasilien | 2   | 0 | 2 | 2  | 8  | −6  | 0   |

| Kanada    | 5–0 | Guatemala |
|           |     |           |
| Kanada    | 5–0 | Brasilien |
|           |     |           |
| Guatemala | 3–2 | Brasilien |
|           |     |           |

#### Gruppe B
| Team               | Pld | W | L | MF | MA | MD  | Pts |
| ------------------ | --- | - | - | -- | -- | --- | --- |
| Vereinigte Staaten | 2   | 2 | 0 | 10 | 0  | +10 | 2   |
| Peru               | 2   | 1 | 1 | 5  | 5  | 0   | 1   |
| Argentinien        | 2   | 0 | 2 | 0  | 10 | −10 | 0   |

| Vereinigte Staaten | 5–0 | Peru        |
|                    |     |             |
| Vereinigte Staaten | 5–0 | Argentinien |
|                    |     |             |
| Peru               | 5–0 | Argentinien |
|                    |     |             |

### Endrunde
|  | Halbfinale | Halbfinale         | Halbfinale |  |  | Finale | Finale             | Finale |
|  |            |                    |            |  |  |        |                    |        |
|  |            |                    |            |  |  |        |                    |        |
|  |            | Kanada             | 5          |  |  |        |                    |        |
|  |            | Peru               | 0          |  |  |        |                    |        |
|  |            |                    |            |  |  |        | Kanada             | 2      |
|  |            |                    |            |  |  |        | Vereinigte Staaten | 3      |
|  |            | Guatemala          | 0          |  |  |        |                    |        |
|  |            | Vereinigte Staaten | 5          |  |  |        |                    |        |
|  |            |                    |            |  |  |        |                    |        |

## Medaillenspiegel
| Rang   | Land               | Gold | Silber | Bronze | Gesamt |
| ------ | ------------------ | ---- | ------ | ------ | ------ |
| 1      | Vereinigte Staaten | 4    | 2      | 1      | 7      |
| 2      | Kanada             | 2    | 4      | 4      | 10     |
| 3      | Peru               | 0    | 0      | 3      | 3      |
| 4      | Guatemala          | 0    | 0      | 2      | 2      |
| 4      | Brasilien          | 0    | 0      | 1      | 1      |
| Gesamt | Gesamt             | 6    | 6      | 11     | 23     |